# 南新地
南新地（みなみしんち）は、福岡県福岡市博多区中洲一丁目一帯を指す。風俗店が密集する地域であり、中でもソープランドが集中して存在するソープランド街として有名である。

## 概説
中洲エリアの南端に位置し、北を国体道路、東を博多川、南および西を那珂川に囲まれている。
九州随一のソープランド街であり、その他の性風俗店も数多く集積している。南新地以外にも中洲エリアには風俗店が多く立地しているが、ソープランドに関してはそのほとんどが南新地に存在し、その数は90店舗を超えるといわれる。即即・NSの店は少数派で大半がスキン着用店である。

## 交通
- 西鉄天神大牟田線西鉄福岡（天神）駅
- 福岡市地下鉄空港線箱崎線中洲川端駅
- 西鉄バス中洲・南新地停留所

## 周辺
- キャナルシティ博多
- 国体道路
- 清流公園